# Megischyrus
Megischyrus é um género de coleópteros da família Erotylidae.